# Aeib Cibir
Aeib Cibir es un deportista catarí que compitió en taekwondo. Ganó una medalla de plata en el Campeonato Asiático de Taekwondo de 1984 en la categoría de +84 kg.

## Palmarés internacional
| Campeonato Asiático | Campeonato Asiático | Campeonato Asiático | Campeonato Asiático |
| Año                 | Lugar               | Medalla             | Categoría           |
| ------------------- | ------------------- | ------------------- | ------------------- |
| 1984                | Manila ()           | Medalla de plata    | +84 kg              |